# Convoi HX 26
Le convoi HX 26 est un convoi passant dans l'Atlantique nord, pendant la Seconde Guerre mondiale. Il part de Halifax au Canada le 9 mars 1940 pour différents ports du Royaume-Uni et de la France. Il arrive à Liverpool le 26 mars 1940.

## Composition du convoi
Ce convoi est constitué de 39 cargos :
- Royaume-Uni : 34 cargos
- Grèce : 1 cargo
- Norvège : 2 cargos
- Panama : 1 cargo
- Suède : 1 cargo

## L'escorte
Ce convoi est escorté en début de parcours par :
- les destroyers canadiens : NCSM Saguenay, NCSM Skeena
- Un cuirassé britannique : HMS Malaya

## Le voyage
Les destroyers canadiens quittent le convoi le 11 mars. Le cuirassé continue seul l'escorte jusqu'au 22 mars. Le 24 mars, les destroyers HMS Vansittart (en), HMS Venetia (en), HMS Vimy et HMS Wolverine rejoignent le convoi.
Le 13 mars, à 1000 km à l'est de Halifax, les cargos Rossington Court et Athelviking entrent en collision. Le Rossington Court coule et le Athelviking doit faire demi tour. Ce dernier fera la traversée avec le convoi HX 38 en avril 1940. Il n'y a aucune victime[réf. nécessaire].
Le reste du convoi arrive sans problème.